# Roberto Saldías
Roberto Jesús Saldías Díaz (Santiago, 25 de febrero de 1993) es un futbolista chileno que juega como delantero. Es hijo del humorista Roberto Saldías Marín, más conocido como "El Chino", integrante de Los Atletas de la Risa.

## Trayectoria
Nacido en Santiago, Saldías comenzó su carrera en las divisiones inferiores de Santiago Wanderers donde saltó al primer equipo a mediados del 2012 debutando en el primer partido de su club en la Copa Chile cuando reemplazó a Héctor Núñez, siendo parte de la derrota de su equipo frente a Santiago Morning.
Tras su debut, continuó siendo alternativa en el primer equipo, pero no tuvo mayor continuidad debido a lesiones, hasta el 2014, cuando sube de manera definitiva al primer equipo y logra marcar su primer gol como profesional frente a Cobresal.
Las temporadas siguientes mantendría una irregularidad de rendimiento y lesiones que no le permitiría afiatarse como titular por lo que para el Clausura 2017 partiría a préstamo pero no encontraría club manteniéndose con los porteños sin jugar durante aquel campeonato. Ya en el Transición 2017 el nuevo técnico de los caturros, Nicolás Córdova, lo reintegraría al plantel siendo parte de la obtención de la Copa Chile 2017 junto a la escuadra porteña.
Desde 2024 integra la rama de Futsal de la selección de San Luis de Quillota.

### Clubes
| Club               | País  | Año               |
| ------------------ | ----- | ----------------- |
| Santiago Wanderers | Chile | 2012 - 2018       |
| Rangers de Talca   | Chile | 2018 - 2019       |
| Deportes Linares   | Chile | 2020 - 2021       |
| San Luis (Futsal)  | Chile | 2024 - Actualidad |

## Estadísticas

### Clubes
| Santiago Wanderers · Chile                                                   |               |               |    |    |    |    |    |    |    |      |      |
| 1.ª                                                                          | 2012-C        | 1             | 0  | 5  | 0  | -- | -- | 6  | 0  | 0.00 |      |
| 1.ª                                                                          | 2013-T        | 1             | 0  | -- | -- | -- | -- | 1  | 0  | 0.00 |      |
| 1.ª                                                                          | 2013-A        | --            | -- | 1  | 0  | -- | -- | 1  | 0  | 0.00 |      |
| 1.ª                                                                          | 2014-C        | 7             | 1  | -- | -- | -- | -- | 7  | 1  | 0.14 |      |
| 1.ª                                                                          | 2014-A        | 2             | 0  | 4  | 2  | -- | -- | 6  | 2  | 0.33 |      |
| 1.ª                                                                          | 2015-C        | 9             | 0  | -- | -- | -- | -- | 9  | 0  | 0.00 |      |
| 1.ª                                                                          | 2015-A        | 2             | 0  | -- | -- | -- | -- | 2  | 0  | 0.00 |      |
| 1.ª                                                                          | 2016-C        | 10            | 2  | -- | -- | -- | -- | 10 | 2  | 0.20 |      |
| 1.ª                                                                          | 2016-A        | --            | -- | 1  | 0  | -- | -- | 1  | 0  | 0.00 |      |
| 1.ª                                                                          | 2017-C        | --            | -- | -- | -- | -- | -- | -- | -- | --   |      |
| 1.ª                                                                          | 2017-T        | 6             | 0  | 5  | 1  | -- | -- | 11 | 1  | 0.09 |      |
| Total club                                                                   | Total club    | 38            | 3  | 16 | 3  | -- | -- | 54 | 6  | 0.11 |      |
| Total carrera                                                                | Total carrera | Total carrera | 38 | 3  | 16 | 3  | -- | -- | 54 | 6    | 0.11 |
| (1) Incluye datos de Copa Chile. (2) No incluye goles en partidos amistosos. |               |               |    |    |    |    |    |    |    |      |      |

### Resumen estadístico
|                           | Partidos | Goles | Promedio |
| ------------------------- | -------- | ----- | -------- |
| Primera División de Chile | 38       | 3     | 0.07     |
| Copa Chile                | 16       | 3     | 0.18     |
| Total                     | 54       | 6     | 0.11     |

## Palmarés

### Títulos nacionales
| Título     | Club               | País  | Año  |
| ---------- | ------------------ | ----- | ---- |
| Copa Chile | Santiago Wanderers | Chile | 2017 |

### Distinciones individuales
| Distinción                 | Año  |
| -------------------------- | ---- |
| Medalla Cruce de Los Andes | 2017 |